# Posłanie

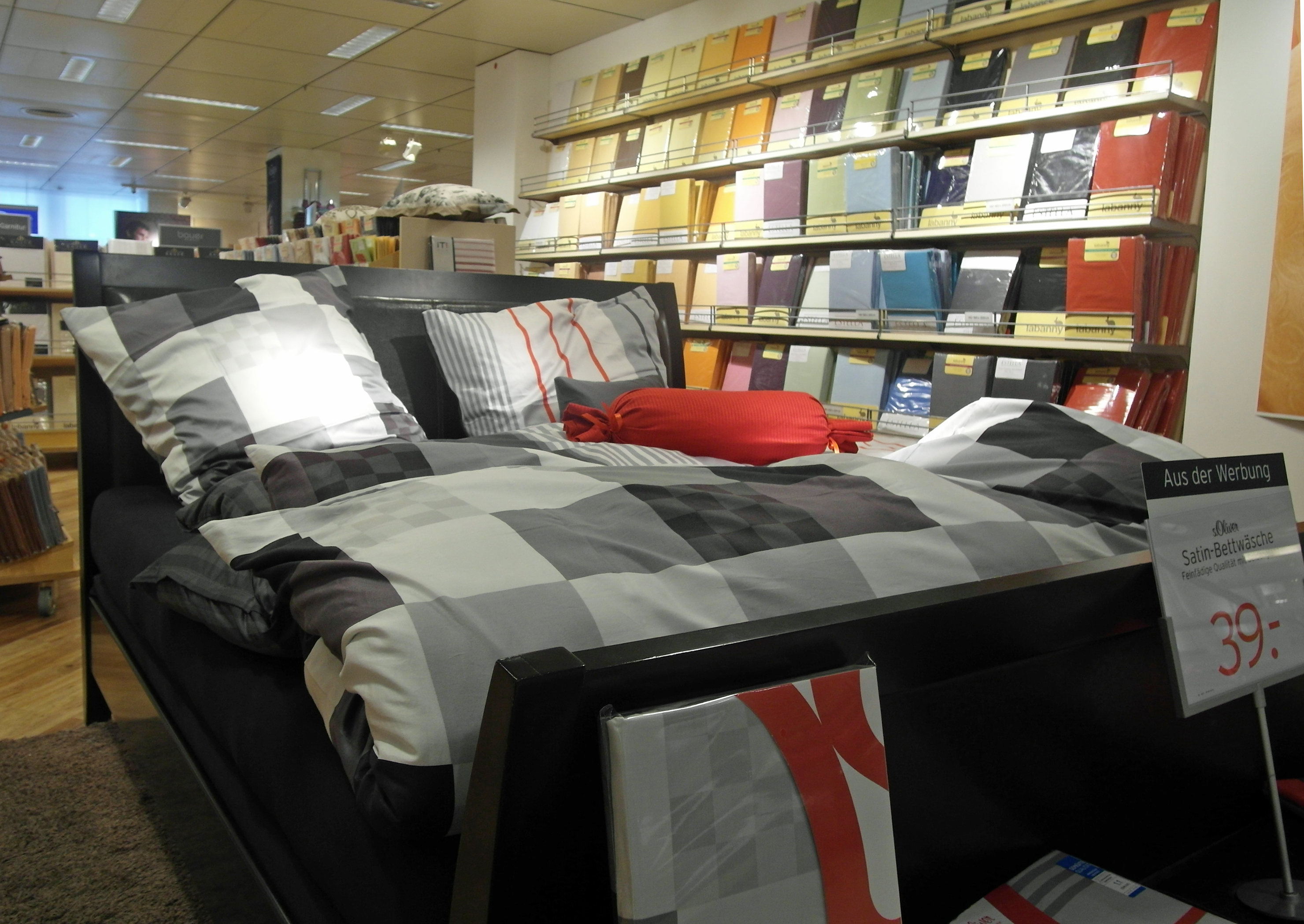
Łóżko z materacem i pościelą.

Posłanie − przedmioty umożliwiające wypoczynek i sen w łóżku. Termin posłanie używany jest współcześnie naprzemiennie z terminem pościel, choć mianem pościeli oznaczało się zazwyczaj wierzchnie elementy posłania − w tym dawniej pierzyny (rodzaj kołdry).
Obecnie rozdzielono nazwy kołdra i pościel, aby łatwiej rozróżniać przedmioty.
Na posłanie składają się następujące elementy: 
- poduszki
- kołdry
- prześcieradła
- koce i beciki
- materace
- poszwy